# William Cameron Forbes

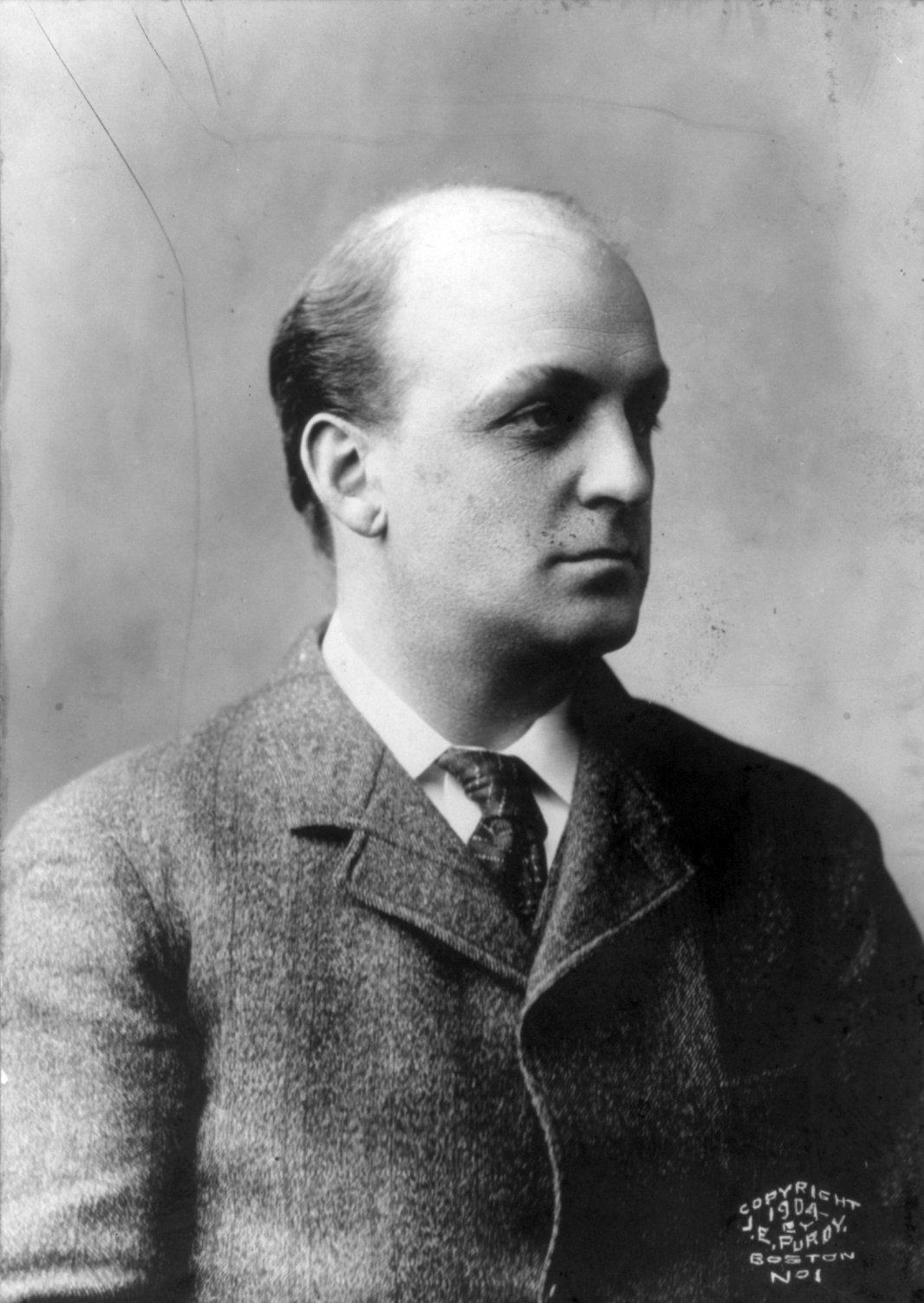
William Cameron Forbes

William Cameron Forbes (* 21. Mai 1870 in Milton, Massachusetts; † 24. Dezember 1959) war ein amerikanischer Diplomat, Schriftsteller, Investmentbanker sowie von 1909 bis 1913 Generalgouverneur der Philippinen.

## Familie und frühe berufliche Tätigkeiten
Forbes, der einer der wohlhabendsten Familien Bostons angehörte, war der Enkel mütterlicherseits des amerikanischen Schriftstellers Ralph Waldo Emerson und trat nach dem Abschluss an der Harvard University 1892 in das Handelshaus seines Großvaters väterlicherseits in Boston ein. Dort wurde er 1899 Partner.

## Tätigkeiten auf den Philippinen
1904 wurde er durch US-Präsident Theodore Roosevelt in die Philippinische Kommission berufen, in der er in den folgenden Jahren einige Verwaltungsposten bekleidete. Zunächst war er Gouvernementsekretär für Handel und Polizei und anschließend Vizegouverneur, ehe er am 11. November 1909 als Nachfolger von James Francis Smith Generalgouverneur der Philippinen wurde. Dieses Amt übte er bis zu seiner Ablösung durch Newton W. Gilbert am 1. September 1913 aus.
Zu seinen Ehren wurde der Forbes Park in Makati/ Manila benannt, in dessen Umgebung heute die wohlhabendsten Filipinos wohnen. Während seiner Amtszeit setzte er sich für den Ausbau von Verkehrsverbindungen und die Motorisierung (insb. nach Baguio im Norden der Hauptinsel Luzon) ein. In Baguio schuf er mit „The Mansion House“ eine Sommerresidenz, die der seiner Familie nachempfunden war. Bereits während seiner Amtszeit wurde Baguio damit zur „Sommerhauptstadt“ der Philippinen, da das Klima im 1500 Meter über dem Meeresspiegel liegenden Baguio wesentlich milder war als in Manila. Dieses Anwesen diente auch den späteren Präsidenten der Philippinen, insbesondere Ferdinand Marcos als Sommerresidenz.
Darüber hinaus initiierte Forbes, der von 1911 bis 1913 Präsident der „Philippinischen Amateursportlervereinigung“ war, die Asienspiele, die 1913 erstmals auf den Philippinen stattfanden und seither praktisch die Olympischen Spiele Ostasiens darstellen.
1921 kehrte er als Mitglied der von US-Präsident Warren G. Harding berufenen „Wood-Forbes-Kommission“ auf die Philippinen zurück.

## Wissenschaftliche Tätigkeiten
1914 bis 1920 wirkte Forbes als Aufseher („Overseer“) der Harvard University, von der er bereits 1912 einen „Doctor honoris causa“ bekommen hatte. Anschließend war er von 1920 bis 1955 einer der Treuhänder und Kuratoren der Carnegie Institution. 1927 wurde er in die American Academy of Arts and Sciences gewählt.

## Diplomatische Tätigkeiten
1930 wurde er Vorsitzender einer Kommission zur Einschätzung der Situation auf Haiti. Noch am 25. September des gleichen Jahres wurde er Botschafter der Vereinigten Staaten von Amerika in Japan. Nach seiner Rückkehr aus Japan am 22. März 1932 promovierte er noch zum ‚Doctor of Laws’ (LL.D.) am Bates College. 1935 war er Leiter einer Wirtschaftsdelegation in Ostasien.

## Veröffentlichungen
- As to Polo, 1919.
- The Romance of Business, 1921.
- A Survey of Developments in the Philippine Movement for Independence, 1932–1936.
- Fuddlehead by Fuddlehead, 1935. (Autobiographie)
- American Policies in the Far East, 1939.

Die Manuskripte und der schriftliche Nachlass befindet sich seit 2009 in der Houghton-Bibliothek in Harvard.